# Geometria analitica

Un ellissoide

La geometria analitica, chiamata anche geometria cartesiana da Cartesio,  è lo studio delle figure geometriche attraverso il sistema di coordinate oggi dette cartesiane, ma già studiate nel Medioevo da Nicola d'Oresme.
Ogni punto del piano cartesiano è individuato dalle sue coordinate su due assi: ascisse (x) e ordinate (y), nello spazio è individuato da 3 coordinate (x,y,z). Le coordinate determinano un vettore rispettivamente del tipo {\displaystyle (x,y)} oppure {\displaystyle (x,y,z)}. Gli enti geometrici come rette, curve, poligoni sono definiti tramite equazioni, disequazioni o insiemi di queste, detti sistemi.
Le proprietà di questi oggetti, come le condizioni di incidenza, parallelismo e perpendicolarità, vengono anch'esse tradotte in equazioni e quindi studiate con gli strumenti dell'algebra e dell'analisi matematica. Il termine geometria analitica è stato usato anche da alcuni matematici moderni come Jean-Pierre Serre per definire una branca della geometria algebrica che studia le varietà complesse determinate da funzioni analitiche.
Le formule della geometria analitica possono essere agevolmente estese nello spazio a tre dimensioni. La geometria strutturale studia le proprietà delle figure geometriche in uno spazio a quattro o più dimensioni, e il loro rapporto con le figure in tre dimensioni.

La geometria descrittiva è in parte attinente poiché rappresenta su uno o più piani, oggetti bidimensionali e tridimensionali. Giuseppe Veronese tentò una descrizione a quattro o più dimensioni, priva di rigore formale logico, e fortemente criticata da Giuseppe Peano.

## Storia della geometria analitica

Le coordinate cartesiane.

Il matematico greco Menecmo riuscì apparentemente a dedurre le proprietà delle sezioni coniche. Poiché ciò presenta una forte somiglianza con l'uso di coordinate, si è spesso sostenuto che Menecmo avesse anticipato la geometria analitica. Tale opinione, secondo lo storico della matematica Boyer, è corretta solo in parte, perché certamente egli non si rendeva conto che ogni equazione determina una curva. In realtà, il concetto generale di equazione ad incognite era del tutto estraneo al pensiero greco. Sono state le carenze nella notazione algebrica che, più di ogni altra cosa, hanno inciso negativamente sul tentativo di pervenire in modo adeguato alla geometria analitica.
Apollonio di Perga trattò di alcuni problemi in un modo che può essere definito una geometria analitica monodimensionale, in cui il quesito consisteva nel trovare dei punti su una linea che fossero in rapporto l'uno con l'altro. Per fare ciò egli si avvalse della tipica analisi algebrica greca in forma geometrica. Apollonio, nelle Coniche, sviluppò ulteriormente un metodo che è talmente simile alla geometria analitica, che la sua opera spesso è stata ritenuta anticipatrice di quella di Cartesio di circa 1800 anni. L'applicazione di linee di riferimento e, in particolare, di un diametro (di un cerchio) e la tangente all'estremità del diametro, non costituisce sostanzialmente niente di diverso da una struttura di coordinate, che siano rettangolari o, più generalmente, oblique. Le distanze misurate lungo il diametro dal punto di tangenza sono le ascisse, mentre i segmenti paralleli alla tangente, e intersecati tra l'asse e la curva, sono le ordinate. Apollonio sviluppò ulteriormente le relazioni tra le ascisse e le corrispondenti ordinate, che sono equivalenti a "forme retoriche" delle equazioni delle curve. Tuttavia, secondo Boyer, sebbene Apollonio si sia avvicinato allo sviluppo della geometria analitica, non ci riuscì, perché non prese in considerazione le magnitudini negative e, in ogni caso, il sistema di coordinate era sovraimposto a posteriori ad ogni curva data, anziché  a priori. Cioè le equazioni erano determinate dalle curve, ma non le curve dalle equazioni. Il motivo per cui Apollonio - il più grande matematico dell'antichità secondo Boyer - non riuscì a sviluppare la geometria analitica, fu più dovuto a una carenza di curve che non di pensiero.
ʿUmar Khayyām, matematico persiano dell'XI secolo, notò una stretta correlazione tra la geometria e l'algebra, e si stava muovendo nella giusta direzione allorché egli contribuì a chiudere la frattura tra l'algebra geometrica e numerica, grazie alla sua soluzione geometrica delle equazioni cubiche generali, anche se il passo fondamentale venne compiuto da Cartesio. Come i suoi predecessori arabi, Khayyām fornì soluzioni sia geometriche che aritmetiche alle equazioni quadratiche; per le equazioni cubiche generali, invece, egli pensava (erroneamente, come avrebbero dimostrato successivamente i matematici del Seicento) che fossero impossibili delle soluzioni aritmetiche; e dunque fornì solo soluzioni geometriche. La prova di quanto si fosse avvicinato nell'anticipazione della geometria analitica, comunque, sta nelle sue stesse parole: "Chiunque pensi che l'algebra sia solo un trucco per ottenere delle incognite, lo ha pensato inutilmente. Non dovrebbe essere prestata alcuna attenzione al fatto che l'algebra e la geometria siano apparentemente differenti. Quelli dell'algebra sono fatti geometrici che sono stati provati."
Renato Cartesio introdusse le basi della geometria analitica nel 1637 nel saggio intitolato Geometria incluso nel suo libro Discorso sul metodo per ben condurre la propria ragione e cercare la verità nelle scienze più la Diottrica, le Meteore e la Geometria che sono saggi di questo metodo (la cui prefazione è il famoso Discorso sul metodo). 
Questo lavoro scritto in francese e i suoi principi filosofici, fornirono le fondamenta per il calcolo differenziale, che sarà successivamente introdotto da Isaac Newton e Gottfried Wilhelm Leibniz, in maniera autonoma fra loro.
I temi più importanti della geometria analitica sono:
- lo spazio vettoriale
- definizione di piano
- problemi sulla distanza
- il prodotto scalare per ottenere la proiezione fra due vettori
- il prodotto vettoriale per ricavare un vettore perpendicolare a due vettori conosciuti
- problemi di intersezione

Molti di questi problemi comprendono l'algebra lineare.